# Clypastraea lunata
Clypastraea lunata är en skalbaggsart som först beskrevs av Leconte 1852.  Clypastraea lunata ingår i släktet Clypastraea, och familjen punktbaggar. Inga underarter finns listade i Catalogue of Life.